# Juan Joaquín Moreno de Mondragón
Juan Joaquín Moreno de Mondragón y D'Hontlier (Ceuta, España, 24 de septiembre de 1735-Cádiz, España, 8 de septiembre de 1812) fue un caballero militar de la Orden de Calatrava, comendador de Lopera en la Orden de Calatrava, Gran Cruz de la Real y Muy Distinguida Orden Española de Carlos III y Maestrante de Ronda. Fue Teniente General de la Real Armada Española y murió siendo Capitán General del Departamento de Cádiz.

## Orígenes
Juan Joaquín Moreno nació en Ceuta, fueron sus padres Francisco Moreno de Mendoza y Vázquez de Mondragón mariscal de campo y caballero de Santiago, rondeño afincado en Ceuta donde fue procurador general y su madre Catalina D'Hontlier y Berthier de la Motte, de Bruselas, heredera por su madre de la baronía de berthier de Francia.

## Carrera militar
Ingresó en el cuerpo de Guardiamarinas en la Compañía de Departamento de Cádiz el 4 de marzo de 1751 cuando tenía dieciséis años. Tras finalizar sus estudios se embarcó para navegar por el Atlántico y el Mediterráneo. Durante sus embarques combatió con los corsarios berberiscos del norte de África. En una de sus arribadas se le ordenó desembarcar para pasar los últimos exámenes, así ascendió a alférez de fragata en 1754. Ascendió a alférez de navío en 1757 por continuar combatiendo al corso y a teniente de fragata en 1760.
Con el empleo de teniente de fragata fue destinado a La Habana en la escuadra del Marqués del Real Transporte. En este puerto se destacó por la defensa del Castillo del Morro frente a los británicos en 1762 a las órdenes del capitán de navío Luis Vicente de Velasco. Durante la  defensa fue alcanzado por un cascote de proyectil en la cabeza, herida de la que se resintió el resto de su vida. Fue evacuado de la plaza debido a la herida pero Moreno pidió y le fue concedido el permiso para volver a ocupar su puesto.
En 1764 fue nombrado Mayor General de la escuadra de Idiáquez con la que fondeó en  los puertos de La Guaira, Cartagena de Indias y Portobelo, regresando a España.
El 15 de enero de 1766 fue ascendido al grado de teniente de navío. Tres años después se le otorgó el mando de la fragata Jesús Nazareno siendo incorporado a la expedición contra la Luisiana.
Por Real Orden el 21 de abril de 1774 fue ascendido al grado de capitán de fragata debido a su méritos en combates anteriores.
En 1775 se encuentra combatiendo en el sitio de Melilla. De nuevo por el arrojo y valor demostrados se le entregó el 17 de febrero de 1776, con su ascenso a capitán de navío, el mando del navío San Julián destinado a navegar las aguas de América.
En 1780 al declararse la guerra contra Reino Unido se le entregó el mando de una división compuesta por el navío San Miguel, las fragatas Rosario y Gertrudis y el jabeque San Luis para vigilar las aguas del estrecho. Debido a una fuerte corriente que los arrastró hacia el Peñón quedaron bajo el fuego de las baterías de Gibraltar. Lejos de huir el general Moreno abrió fuego contra los ingleses sacando el mayor provecho posible de aquella apurada situación.
Por esta actuación, el 19 de junio de 1781 se le ascendió a Brigadier.
Se incorporó a la escuadra al mando del Teniente General Luis de Córdova en la que prestó sus auxilios. Los ingleses admiraron «el modo de maniobrar de los españoles, su pronta línea de combate, la veloz colocación del navío insignia en el centro de la fuerza y la oportunidad con que forzó la vela la retaguardia acortando las distancias».
El 22 de octubre debido a un temporal, su navío fue a dar otra vez con Gibraltar llegando hasta las mismas murallas de la plaza. Estando en esta comprometida situación optó por prender fuego a su navío para evitar que cayera en manos enemigas.
Por este hecho el 14 de enero de 1783 se le ascendió al grado de Jefe de escuadra.
En 1793 luchó contra las tropas francesas en Tolón y en la expedición de Génova. Cuando Génova fue atacada y se vieron obligados a retirarse, se encargó de que pudiesen embarcar todos los toloneses que quisiesen hacerlo, jugándose en este acto su vida y la de su división. Fue tan notable este comportamiento que el 8 de octubre de ese mismo año S.M. le daba las Reales gracias por comportamiento tan humanitario.
Nombrado Teniente General el 25 de enero de 1794 sirvió en el Atlántico y posteriormente en el Mediterráneo.
Participó en 1797 en la batalla del Cabo de San Vicente a bordo del navío Príncipe de Asturias .Consiguió rescatar al navío Santísima Trinidad  donde se encontraba el general D. José de Córdoba que se veía en una situación muy comprometida frente a los ingleses, logrando hacer retroceder a la escuadra británica. . Esta batalla resultó una derrota para la Armada, pero sí se consiguió gracias a la acción del general Moreno poner punto final al combate evitando daños mayores. Tras la batalla, los enemigos hicieron un reconocimiento de las acciones que llevó a cabo Moreno. El almirante Nelson le envió una carta a Moreno reconociendo el mérito de su actuación, entre los dos intercambiaron correspondencia con la mayor educación y caballerosidad que se espera de tan nobles generales en medio de aquella época en que ambos países se disputaban la hegemonía del océano.
Por su conducta en esa batalla, al no poder ser ascendido, recibió la Encomienda de Lopera en la Orden de Calatrava por Real decreto firmado por Carlos IV.
En 1800 tuvo lugar el que fue sin duda el más brillante acontecimiento de la vida del General Moreno. Se trata de la defensa que hizo del valioso arsenal del Ferrol frente a una escuadra inglesa que los superaba en número. Esto ocurrió el 25 de agosto de 1800. Desde Monte-ventoso, los vigías divisaron una expedición inglesa compuesta por 10 navíos, 6 fragatas y otros buques de guerra y 87 transportes con dirección a la playa de Doniños. Moreno enseguida se trasladó a bordo y mandó a 500 hombres que ocuparan los puestos de la Graña además de prevenir a los demás capitanes de lo que se avecinaba. A las cuatro y media de la tarde desembarcaron 12000 británicos en la playa de Doniños que rápidamente tomaron las alturas inmediatas mientras la escuadra de Moreno preparaba la defensa. Dos horas después del desembarco, los 500 hombre de Moreno se enfrentaron con la vanguardia inglesa con la mayor bizarría. El combate duró hasta oscurecer el día. A las dos de la madrugada Moreno mando un refuerzo de 200 hombres al mando del capitán de fragata D. Diego de Pazos, que según Moreno , "no dejaron que desear". Al amanecer del día siguiente las tropas españolas tuvieron que retroceder debido a la superioridad y dureza del ataque enemigo, pero con tal orden se organizó esta retirada por su general Conde de Donadio, que los ingleses no se atrevieron a perseguirlos. A las 10 de la mañana, una columna de 4000 hombres se dirigió a tomar el castillo de San Felipe el cual se defendió con dos cañones que se habían montado la noche anterior. También el castillo de La Palma les abrió fuego junto con 6 lanchas de la escuadra al mando de D. Francisco Vizcarrondo. A estos se unieron después cuatro cañoneras. Estos fuegos hicieron grandes estragos en los enemigos, motivo que acabó de persuadirlos para que desistieran de su empresa y esa misma noche realizaron el reembarque.
El día 30 de agosto, tres días después de la retirada de los ingleses, el propio Moreno escribió: 

Es preciso decir la verdad: el estado de la plaza era tal, que sobraban fuerzas al enemigo para tomarla, y aun sin entrar en ella pudieron quemar este magnífico costoso arsenal, con sus pertrechos y bajeles en carena y grada. La escuadra precisamente se hubiera perdido entre las llamas ó sumergido dentro del agua; pero resuelto yo a defenderla hasta alguno de aquellos dos tristes momentos, llamé a todos los comandantes y les previne que en aquel desgraciado suceso, después de consumir hasta el último grano de pólvora, tomaría yo las resoluciones que dictasen las circunstancias de echar a pique los buques o de quemarlos. En toda serie de operaciones de campos volantes, plaza, arsenal y escuadra, han tenido los jefes uniforme unión en sus determinaciones. Todos con el mayor desvelo y eficacia han concurrido a las operaciones de ataque y defensa. A esta unión, al valor, obediencia y actividad de los oficiales del Ejército y Armada, tropas de estos cuerpos y arriesgadas y trabajosas maniobras de la marinería se debe tan feliz glorioso suceso de las Reales armas.

En 1801, la escuadra de Moreno salvó a una escuadra combinada franco-española en el estrecho que estaba siendo aniquilada por los ingleses al mando de Saumarez. Por este motivo Moreno recibió del gobierno francés una carta escrita por Forfait, en la que Napoleón le expresa su satisfacción: «ha visto en esta determinación una prueba del más generoso afecto y la certeza de que el mismo interés anima a un tiempo a la Francia y a la España». 
Regresó a Cádiz donde permaneció hasta ser desembarcado por haberse firmado la paz a finales de ese mismo año.
El 1 de enero de 1802 se le otorgó el mando del departamento de Cádiz. El 21 de octubre de 1805 tuvo lugar la desafortunada  batalla de Trafalgar y fue Moreno quien dictó las acertadas disposiciones para intentar salvar a los buques. Continuó ejerciendo de Capitán General hasta el 3 de septiembre de 1808 día en que fue nombrado Ministro del Supremo Consejo de Guerra y Marina después de haber estado de forma muy brillante al frente durante diversos conflictos tanto contra ingleses como contra franceses.
Siguió prestando sus servicios hasta el día de su fallecimiento, ocurrido en la ciudad de Cádiz el 4 de septiembre de 1812 a los 76 años de edad, de los cuales 61 años y 6 meses de servicio a España.